# ...And Then Tomorrow Came
...And Then Tomorrow Came là album thứ 3 của Muph & Plutonic, được phát hành vào tháng 7 năm 2008.
Album này được vinh danh là album nổi bật của tuần trên sóng đài Triple J khi vừa được ra mắt.
Album này cũng từng được đề cử ở hạng mục 'Best Urban Release' tại giải ARIA năm 2008.

## Danh sách bài hát
1. "The Damn Truth" - 2:54
2. "Balloon Heads" (ft. Kye) - 3:39
3. "Number 45" - 3:39
4. "Yesterday's Basement" - 4:14
5. "Beautiful Ugly" (ft. Jess Harlen) - 4:14
6. "Sleep" - 3:34
7. "Show Me Your Face" - 3:08
8. "Filthy Rich" (ft. Paul Williamson) - 3:27
9. "And Then Tomorrow Came" (ft. Pete Lawler) - 3:59
10. "Today" (ft. Raph Boogie, Eligh, The Grouch và The Tongue) - 5:24
11. "Size of the Soul" - 3:42
12. "Wrong" - 3:32
13. "Don't Worry About Nothin'" (ft. Jess Harlen) - 4:00

## Bảng xếp hạng
| Bảng xếp hạng (2008) | Xếp hạng cao nhất |
| -------------------- | ----------------- |
| Album Úc (ARIA)      | 46                |